# コンチャ・イ・トロ

ロゴ

コンチャ・イ・トロ（Concha y Toro）は、チリ最大のワインメーカーである。

## 概要
チリ最大のワインメーカーである。1883年のスペインの名門貴族一族のメルチョル・コンチャ・イ・トロ（Melchor Concha y Toro）によって創業され、フランスのボルドーより、カベルネ・ソーヴィニヨン、ソーヴィニョン・ブラン、セミヨン、メルロー、カルネメールの品種のブドウの株を仕入れた。最初は、マイポ谷のぶどう園からの出発であった。1923年より、チリにおいて株式公開した。1933年より、ヨーロッパへ輸入を開始している。
現在、チリにおいては、マイポ（Maipo）、マウレ（Maule）、ラペル（Rapel）、コルチャーグア（Colchagua）、クリコ（Curico）、カサ・ブランカ（Casa Blanca）の5ヶ所、アルゼンチンのメンドーサ（Mendoza）の合計6ヶ所　8720ha のぶどう園を管理している。1994年より、ニューヨーク証券取引所に上場している。
日本においては、メルシャンが取り扱っている。
2010年にはイングランドのサッカークラブマンチェスター・ユナイテッドとオフィシャル・ワイナリー・パートナーシップ契約を締結し、同年末にはコピアポ鉱山落盤事故から生還した33人の鉱夫を本拠地オールド・トラッフォードで行われたアーセナル戦に招待している。

## ブランド

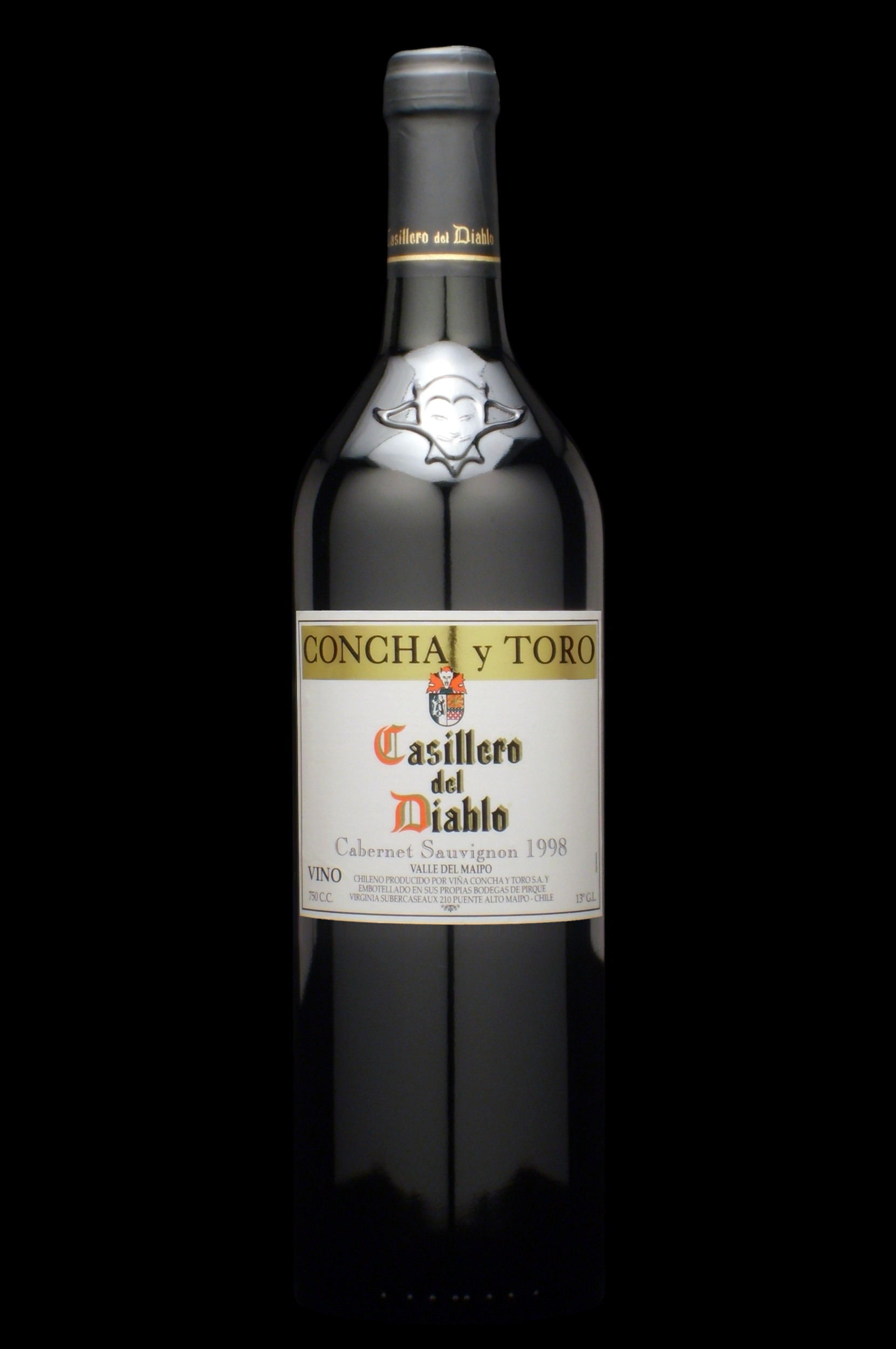
「カッシェロ・デル・ディアブロ」のボトル

- ドン・メルチョー　Don Melchor

1987年より販売されている最高級ワイン。創業者メルチョル・コンチャ・イ・トロにちなんでいる。尚、本国チリでの正式名称はドン・メルチョールである。
- カッシェロ・デル・ディアブロ　Casillero del Diablo

「悪魔の蔵」というスペイン語のワイン。創業者があえて噂を流して、盗み飲みをやめさせたという逸話より。日本のスーパーマーケットで容易に入手できる。こちらはチリでの正式名称はカシジェーロ（もしくはカシイェーロ）・デル・ディアブロである（チリがジェイスモ圏であるため。それでなければカシリェーロになる）。
- フロンテーラ　Frontera

普及品で、日本のスーパーマーケットで容易に入手できる。
- サンライズ　Sunrise

普及品で、日本のスーパーマーケットで容易に入手できる。
- コノスル　conosur

コンチャ・イ・トロが輸出専門として設立したブランド。